# Birya
Birya (en georgiano: ბირჯა; en abjasio: Бырџьа) es una aldea que pertenece a la parcialmente reconocida República de Abjasia, parte del distrito de Sujumi, aunque de iure pertenece al municipio de Sojumi de la República Autónoma de Abjasia de Georgia.

## Geografía
Birya se encuentra en la margen derecha del río Kelasuri, a 15 km de Sujumi. La aldea se administra desde el pueblo de Dziguta.  

## Demografía
La evolución demográfica de Birya entre 1959 y 1989 fue la siguiente:
| 238                                                 | 130 |
| (Fuente: Population of Abkhazia since Soviet times) |     |

Antes de la guerra de Abjasia, la mayoría de la población local eran griegos, seguidos por los georgianos.